# Oliviero Vojak
Oliviero Vojak (ur. 24 marca 1911 w Puli na Pobrzeżu Austriackim, Austro-Węgry; zm. 21 grudnia 1932 w Turynie) – włoski piłkarz, grający na pozycji napastnika. Aby odróżnić go od starszego brata Antonia, znanego jako Vojak I, Oliviero nazywał się Vojak II.

## Kariera piłkarska
W 1925 rozpoczął karierę piłkarską w drużynie US Primavera. Potem występował w Pro Gorizia. W latach 1927–1931 bronił barw Juventusu, z którym zdobył mistrzostwo Włoch. Następnie grał w Napoli. W 1932 zmarł w wieku dwudziestu jeden lat na zapalenie płuc. Jego trumnę nieśli na ramionach piłkarze Juventusu.

## Sukcesy i odznaczenia

### Sukcesy klubowe
Juventus
- mistrz Włoch (1x): 1930/31